# FC Spaeri
El FC Spaeri (en georgià: საფეხბურთო კლუბი სპაერი) és un club de futbol de Geòrgia amb seu a Tbilisi. El club competeix a l'Erovnuli Liga 2, la segona categoria del futbol georgià.
L'Spaeri és un dels dos únics clubs que han guanyat la Copa de Geòrgia jugant a la segona divisió (l'altre és el Gagra).

## Història
Spaeri va ser fundat el 2017 per cinc persones que treballaven al Servei Especial de Protecció Estatal. L'equip estava format principalment pels militars d'aquesta organització i inicialment va participar a la Lliga Oberta de Tbilisi, el cinquè (ara sisè) i últim nivell del sistema de competició georgià. abans de convertir-se en membre de la Regionuli Liga.
Spaeri va acabar la temporada 2018 com a subcampió de la Regionuli Liga i va guanyar-se el dret a participar a la recentment creada Liga 4. Després d'haver guanyat 21 partits de 27, va aconseguir el títol de la Liga 4 del 2019 i va aconseguir l'ascens automàtic a la Liga 3 .
Va tenir un excel·lent debut a la tercera divisió, competint a per una plaça de play-off d'ascens fins a l'última jornada. Finalment, el club va quedar a dos punts del tercer lloc.
L'equip va millorar el seu rendiment el 2021 i, després d'una ratxa invicta en 20 partits de lliga, va guanyar matemàticament el campionat de la Liga 3 del 2021 sis jornades abans del final de la temporada, aconseguint l'ascens a l'Erovnuli Liga 2.
L'inici de temporada a la segona divisió no va ser bo, amb un sol punt en els seus primers quatre partits i ocupant places de descens. Malgrat aquest mal inici, l'equip es va recuperar ràpidament, va aconseguir la millor ratxa invicta de la temporada i es va classificar pel play-off d'ascens en quedar segon a la lliga. El davanter Levan Papava es va convertir en el màxim golejador de la lliga amb 17 gols marcats durant la temporada regular. Va afegir un doblet a aquesta xifra en un dramàtic partit de promoció contra el Gagra de l'Erovnuli Liga, però l'Spaeri no va aconseguir pujar, ja que van perdre als penals. L'Spaeri també va participar als play-offs un any després però van tornar a perdre, aquest cop contra el Telavi .
El 2024, Spaeri va aconseguir guanyar la Copa de Geòrgia, derrotant el Dinamo de Tbilisi a la final. D'aquesta manera, es van classificar per primera vegada per a competició europea, aconseguint una plaça a la segona ronda de la Lliga de Conferència de la UEFA 2025-26 . Quan Flashscore va resumir les temporades de copes europees el juny de 2025, va incloure el triomf de Spaeri entre els deu "equips de copa" més importants.
En el seu debut a la Supercopa, l'Spaeri va derrotar a semifinals al Torpedo Kutaisi per arribar a la final, on va perdre contra el Dila Gori.

## Temporades
| Temporada | Lliga                   | Posició    | P.      | Oest | D | L  | GF–GA  | Pts | Copa             |
| --------- | ----------------------- | ---------- | ------- | ---- | - | -- | ------ | --- | ---------------- |
| 2017      | Lliga Oberta de Tbilisi | 1r de 9 ↑  | 21      | 19   | 2 | 0  | 112-18 | 59  | No va entrar     |
| 2018      | Lliga Regional, Grup A  | 2n d'11 ↑  | 20      | 15   | 4 | 1  | 79-18  | 61  | 1a Ronda         |
| 2019      | Lliga 4                 | 1r de 10 ↑ | 27      | 21   | 1 | 5  | 73-29  | 64  | 3a Ronda         |
| 2020      | Lliga 3                 | 4t de 10   | 18 anys | 9    | 3 | 6  | 31-20  | 30  | 3a Ronda         |
| 2021      | Lliga 3                 | 1r de 10 ↑ | 26      | 20   | 4 | 2  | 79-20  | 64  | 3a Ronda         |
| 2022      | Lliga 2                 | 2n de 10   | 28      | 15   | 6 | 7  | 57-35  | 51  | Vuitens de final |
| 2023      | Lliga 2                 | 3r de 10   | 36      | 20   | 6 | 10 | 68-48  | 66  | Vuitens de final |
| 2024      | Lliga 2                 | 5è de 10   | 36      | 14   | 9 | 13 | 50–47  | 51  | Guanyadors       |

1. ↑  Lost to Gagra on penalties in League 1/2 playoffs
2. ↑  Lost 5–1 on aggregate to Telavi in League 1/2 playoffs

## Competicions europees
| Temporada | Competició                      | Ronda    | Club          | Anada | Tornada | Global |
| --------- | ------------------------------- | -------- | ------------- | ----- | ------- | ------ |
| 2025–26   | Lliga de Conferència de la UEFA | 2a ronda | Àustria Viena | 0–2   | 0–5     | 0–7    |

## Altres equips
L'Spaeri té una escola de futbol amb equips que participen en diferents categories. L'equip filial, anomenat Spaeri-2, competeix a la Regionuli Liga .

## Estadi
L'estadi Spaeri, situat en un suburbi de l'est de Tbilisi, es va inaugurar oficialment el setembre de 2018. El camp té gespa artificial i un aforament d'aproximadament 2.500 espectadors.

## Palmarès
Lliga
- Erovnuli Liga 2
  - Subcampions (1): 2022
  - Tercer lloc (1): 2023
- Liga 3
  - Campions (1): 2021
- Liga 4
  - Campions (1): 2019
- Regionuli Liga
  - Subcampions (1): 2018 (Est A)
- Lliga Oberta de Tbilisi
  - Guanyadors (1): 2017

Copa
- Copa de Geòrgia
  - Guanyadors (1): 2024
- Supercopa de Geòrgia
  - Subcampions (1): 2025